# Mayo-Tsanaga (cours d'eau)
Pour l’article homonyme, voir Mayo-Tsanaga.
Le mayo Tsanaga est une rivière au Cameroun, appartenant au bassin du lac Tchad.
Elle donne son nom au département homonyme.

## Propriétés
C’est une rivière sahelienne avec un dénivelé de 53 mètres par kilomètre.

## Transport de sédiments
Cette rivière transporte annuellement 3,4 tonnes de charge de fond et 7,13 tonnes de sédiment en suspension.